# Campus 1 de Caen
Le Campus 1 de Caen est l'un des campus de l'Université Caen-Normandie. Il s'agit du campus historique, construit par Henry Bernard dans le cadre de la Reconstruction de Caen, après la destruction du palais des facultés situé en centre-ville pendant la bataille de Caen. Il regroupe aujourd'hui les formations de sciences de l'homme et du vivant. On y trouve 12 470 étudiants en 2018–2019, soit 49 % de l'effectif des campus caennais.
Une partie de l'université construite sur les plans d'Henry Bernard a été classée au titre des monuments historiques le 15 mai 2012. La cité universitaire, le parc, l'extension de chimie, le restaurant universitaire qui faisaient partie du projet d'origine n'ont pas été retenus dans la protection.

## Situation
Le campus est situé au nord du château ducal qui le sépare du centre-ville ancien de Caen. Il est situé en très grande majorité sur un coteau entre la vallée de l'Orne et le plateau de la plaine de Caen. La partie nord du campus (résidences universitaires, terrains de sport) est située sur le plateau dans la continuité du Calvaire Saint-Pierre.
Il est traversé par les lignes T1 et T2 du tramway de Caen. Deux stations desservent le campus : "Université" dans la partie basse du campus (correspondance avec les bus 2 ; 4 ; 10 ; 12), et "CROUS-SUAPS" dans la partie haute.

## Histoire
Après la destruction du Palais des facultés, situé dans le centre de la ville, l'idée d'un déplacement et du regroupement des fonctions universitaires (enseignement, recherche, vie étudiante, sports) sur un site unique fait l'objet d'un consensus immédiat. Trois emplacements sont d'abord étudiés. le premier est situé dans le prolongement de l'abbaye-aux-hommes, le long de l'avenue Albert Sorel, à l'emplacement du stade Hélitas. Le deuxième est réparti de part et d'autre du boulevard Dunois. Le troisième est le long de l'avenue de la Délivrande (emplacement approximatif du lycée Laplace). En mai 1945, on y ajoute un quatrième terrain, dit « du Gaillon ». En janvier 1946, cet emplacement est finalement retenu par le Conseil de l'université, et approuvé en mai suivant par le ministère,. Le terrain retenu comprend 32 ha situé sur le plateau, au nord du château de Caen qui est alors peu urbanisé.
En février 1945, le nombre d'étudiants prévus est d'abord de 1 700 : 350 en Droit, 600 en Sciences, 600 en Lettres, 150 en médecine. Le chiffre est ensuite revu à la hausse : en 1947, les bâtiments doivent accueillir 3 500 étudiants, 1 000 en Lettres, 1 000 en Droit, et 1 500 en Sciences. Mais devant les contraintes budgétaires, ce programme est découpé en trois tranches successive. La première, correspondant  à l'ensemble achevé en 1954 et inauguré en 1955, doit accueillir 2 500 étudiants. L'avant-projet détaillé est approuvé par le conseil général des Bâtiments de France en juillet 1948.
La première pierre de la nouvelle université est posée le 13 novembre 1948. Les travaux débutent par le bâtiment des sciences en novembre 1949. Les travaux du bâtiment Droit-Lettres et de la bibliothèque commencent en 1950,. En 1953, sont élevés Le portique qui relie les deux bâtiments, avec au premier étage la galerie dit « galerie vitrée », et le bâtiment de l'administration qui abrite l'Aula magna (salle d'apparat) et le rectorat. La cité universitaire, formée par un ensemble de résidences et un restaurant, est érigée en dernier sur les hauteurs du domaine. L'école de médecine et de pharmacie était prévue dans les plans de Henry Bernard comme un élément indépendant, car sa réalisation était incertaine. Le rattachement des écoles de médecine aux hôpitaux, préfigurant le statut des CHU, était en effet en discussion à l'échelle nationale dès la fin des années 1940. La construction de l’école de médecine et de pharmacie fut finalement abandonnée. Les facultés de droit et de lettres s'installent en 1954 et la faculté de sciences en 1955. L'université est solennellement inaugurée les 1er et 2 juin 1957. Elle est toutefois encore très incomplète par rapport aux plans d'origine. En octobre 1958, le phénix, bronze haut de huit mètres sculpté par Louis Leygue, est installé à l'entrée du domaine.
Face à la croissance des effectifs, la deuxième tranche de travaux est engagée à la fin des années 1950 : gymnase et piscine vers le restaurant universitaire, amphithéâtre Pierre Daure entre 1958 et 1961. Il faudra toutefois attendre 1967 pour que les aménagements intérieurs le rendent utilisable. Les actuels bâtiments A et B, de chaque côté du Phénix, ne sont construits qu'en 1962 (propédeutique lettres) et 1967 (propédeutique sciences). L'aile des sciences est également prolongée et la bibliothèque scientifique est inaugurée en 1968. La cité universitaire est également agrandie. L'ancien cimetière protestant de Caen, inclus dans le périmètre de remembrement des parcelles, est amputé en partie.
En 1965, Henry Bernard renonce à  renouveler ses fonctions d'architecte en chef du campus. Plusieurs malfaçons ont été constatées, des procès sont en cours. Il reste toutefois en poste jusque 1968 pour achever les bâtiments déjà commencés ou étudiés : bibliothèque Sciences, propédeutiques Lettres et Sciences, extension de Chimie.
Le bâtiment de la présidence est construit en 1970. Le rectorat quitte les locaux de l'université pour les locaux de l’école normale, rue Caponière, en 1988.
De nouveaux bâtiments sont rajoutés par la suite :
- annexe de Droit en 1970, Marcel Clot architecte[23]
- amphi 2000 ;
- amphi Tocqueville (1992) ;
- bâtiments IRBA 1 et 2 ;
- maison de la recherche en sciences humaines (1995)[24] ;
- maison des langues et de l'international (2011)[25].

Le 2 novembre 2015, une extension de la maison de recherche en sciences humaines, qui héberge le Centre interdisciplinaire de réalité virtuelle, est inaugurée. Elle abrite une des plus grandes salles immersives de France.
Le 5 septembre 2022, après quatre ans de travaux de restructuration, le bâtiment B est rouvert à la vie étudiante.

## Architecture
Alors que les anciennes facultés, situées derrière l'église du Vieux Saint-Sauveur, étaient enserrées dans la parcelle urbaine de la ville ancienne, la nouvelle université, dont les plans sont confiés à Henry Bernard qui est assisté d'Édouard Hur et de l’ingénieur Lamorère, assume une certaine monumentalité. C'est le premier campus à anglo-saxonne en France. Édifiés à mi-pente, les deux bâtiments sont reliés par une grande galerie. Du fait de l'emplacement choisi, quelques journalistes filent la métaphore de l'Athènes normande, les pentes du Gaillon étant comparées à l'Acropole  et les bâtiments au Parthénon. Érigé au milieu d'un grand parc, le tout forme un ensemble harmonieux organisé selon un plan classique qui n'est pas sans rappeler l'architecture d'Auguste Perret. En 1957, Henry Bernard déclare ainsi : « Le plan de l'université de Caen souligne [la] filiation majeure [avec les fondateurs de l’université, le roi d'Angleterre, Henri VI, et Bedford, son régent] : le grand axe de composition prend naissance dans le cœur du donjon [...]. Mais [...] l'université tend ses bras de béton clair vers les quatre points cardinaux. Nous avons voulu lancer dans la nature de grands rythmes dépouillés, des rythmes permanents venant habiller une matière sans cesse mouvante, comme est tout enseignement vivant [...]. Et parmi ces rythmes [...], l'un d'eux s'élève des accents vers le centre du parvis : la bibliothèque, nouveau donjon de livres, toujours veillant sur les hauteurs de la ville, reprend le flambeau du donjon féodal disparu. » .
L'université a été classée au titre des monuments historiques le 15 mai 2012. Sont protégés :
- l'ancienne bibliothèque des sciences en totalité,
- les façades et les toitures de l'ensemble des bâtiments prévus par le plan masse d'Henry Bernard,
- le portique central avec sa galerie vitrée,
- la grande cour d'honneur et l'esplanade avec la sculpture le Phénix de Louis Leygue,
- les espaces intérieurs (le grand hall dit « Aula Magna »; l'amphithéâtre Pierre Daure ; la salle du conseil d'administration ; l'amphithéâtre Jules Dumont d'Urville ; dans le bâtiment droit-lettres, le grand hall de droit dit « salle des pas perdus », l'amphithéâtre Jacques Héron, le bureau dit « du doyen » au premier étage, la grande salle de lecture du premier étage, et les peintures murales ; le hall d’accès au bâtiment des sciences avec son escalier).

Les piliers du portique central soutenant sa galerie vitrée sont ornés de trente sculptures gravées par Charles-Émile Pinson et représentant « les grandes figures normandes ». Chaque figure est haute de 6,50 m.

## Établissements
Ce campus comprend les établissements suivants:
- l'université Caen-Normandie
  - Présidence et Services communs
  - l'UFR Droit et sciences politiques (bâtiment droit)
  - l'UFR Sciences de l'Homme (bâtiment Lettre)
  - l'UFR Langues vivantes étrangères (bâtiment Lettre)
  - l'UFR Histoire (bâtiment Sciences B)
  - l'UFR Géographie (bâtiment Accueil)
  - l'UFR Psychologie (bâtiment Sciences E)
  - l'IUP Management du Social et de la Santé (Bâtiment Vissol)
  - l'IUP Agro-Alimentaire (bâtiment Sciences E)
  - Institut de biologie fondamentale et appliquée (Bâtiment Sciences D)
  - l'Institut de préparation à l'administration générale (Bâtiment Droit)
  - la Maison de la recherche en sciences humaines (qui abrite le plan de Rome de Paul Bigot)
  - Centre d'enseignement du français pour étrangers
  - Office franco-norvégien d'échanges et de coopération
  - Service universitaire de formation continue et d'éducation permanente
  - Service universitaire d'information et d'orientation
  - Presses universitaires de Caen
  - des bibliothèques universitaires : bibliothèque Pierre Sineux (droit et lettres), bibliothèque et cartothèque de l'UFR Sciences économiques, gestion, géographie et aménagement du territoire, bibliothèque des langues vivantes étrangères, bibliothèque des sciences de l’Homme, bibliothèque universitaire Histoire ;
- la maison de la culture (bâtiment G) ;
- le centre de médecine préventive ;
- un restaurant universitaire, des cafétérias et des cités universitaires (Les Peupliers, Les Tilleuls) ;
- des installations sportives.

## Galerie

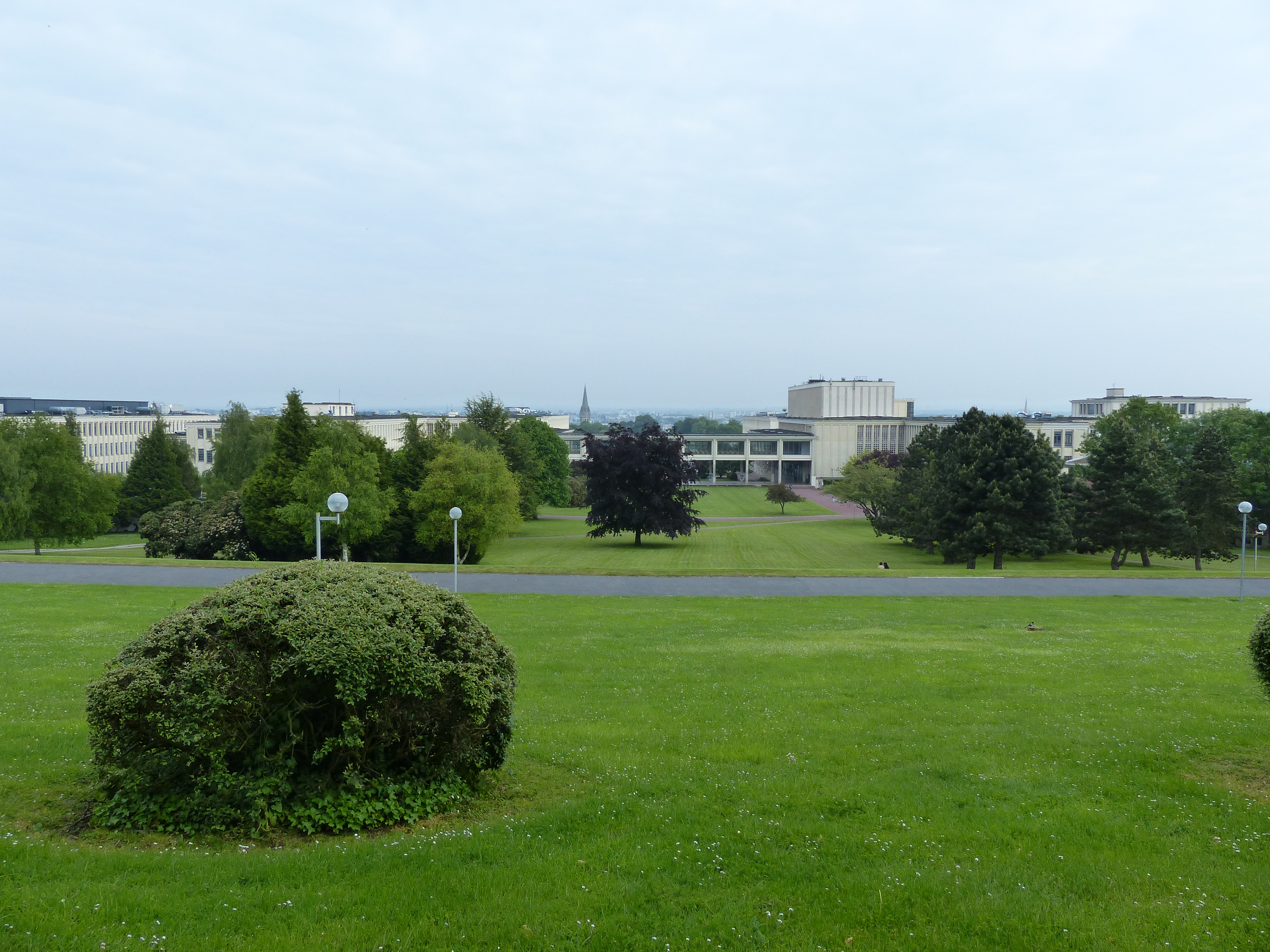
Parc du campus
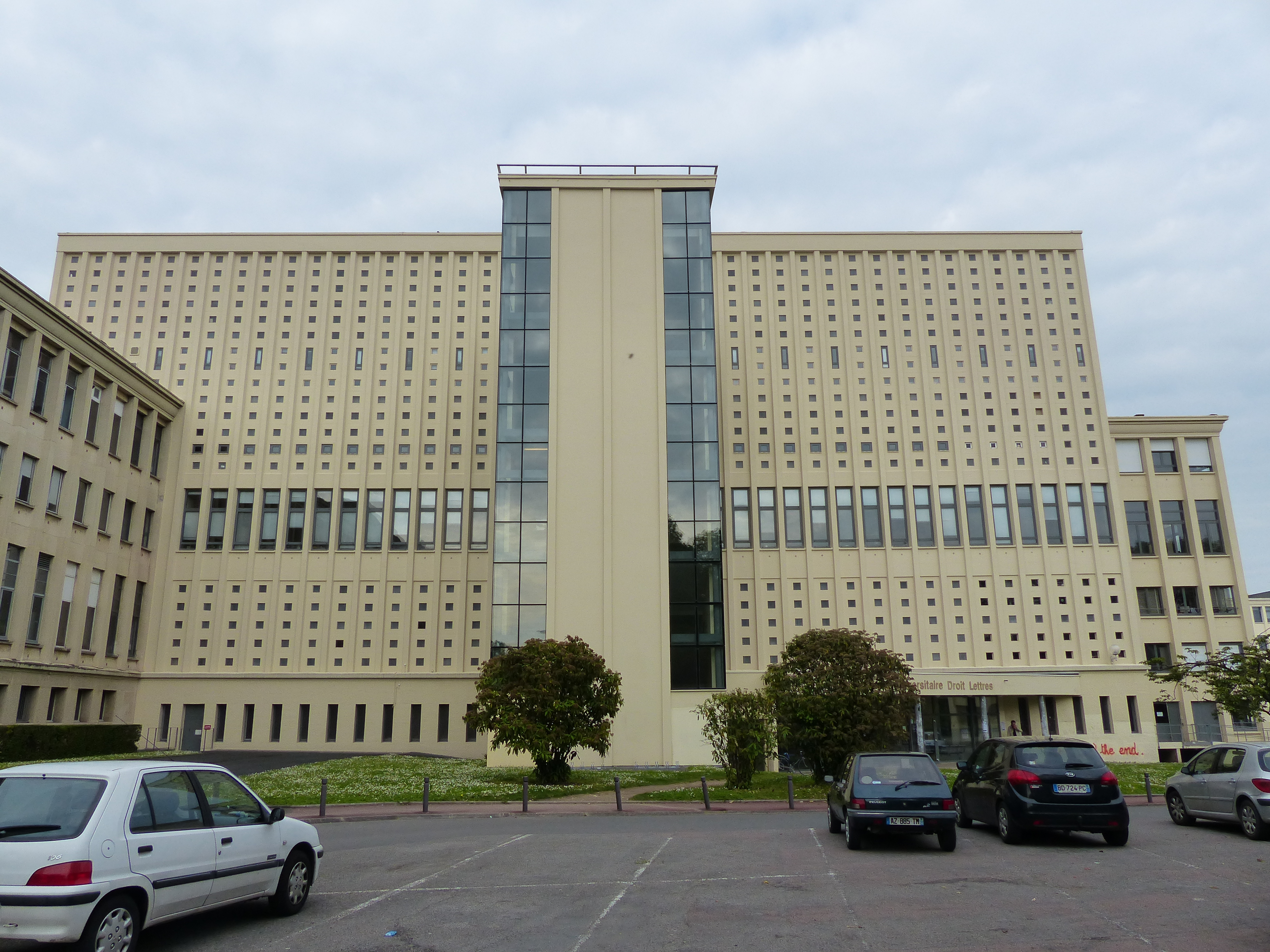
Bibliothèque universitaire Droit-Lettres
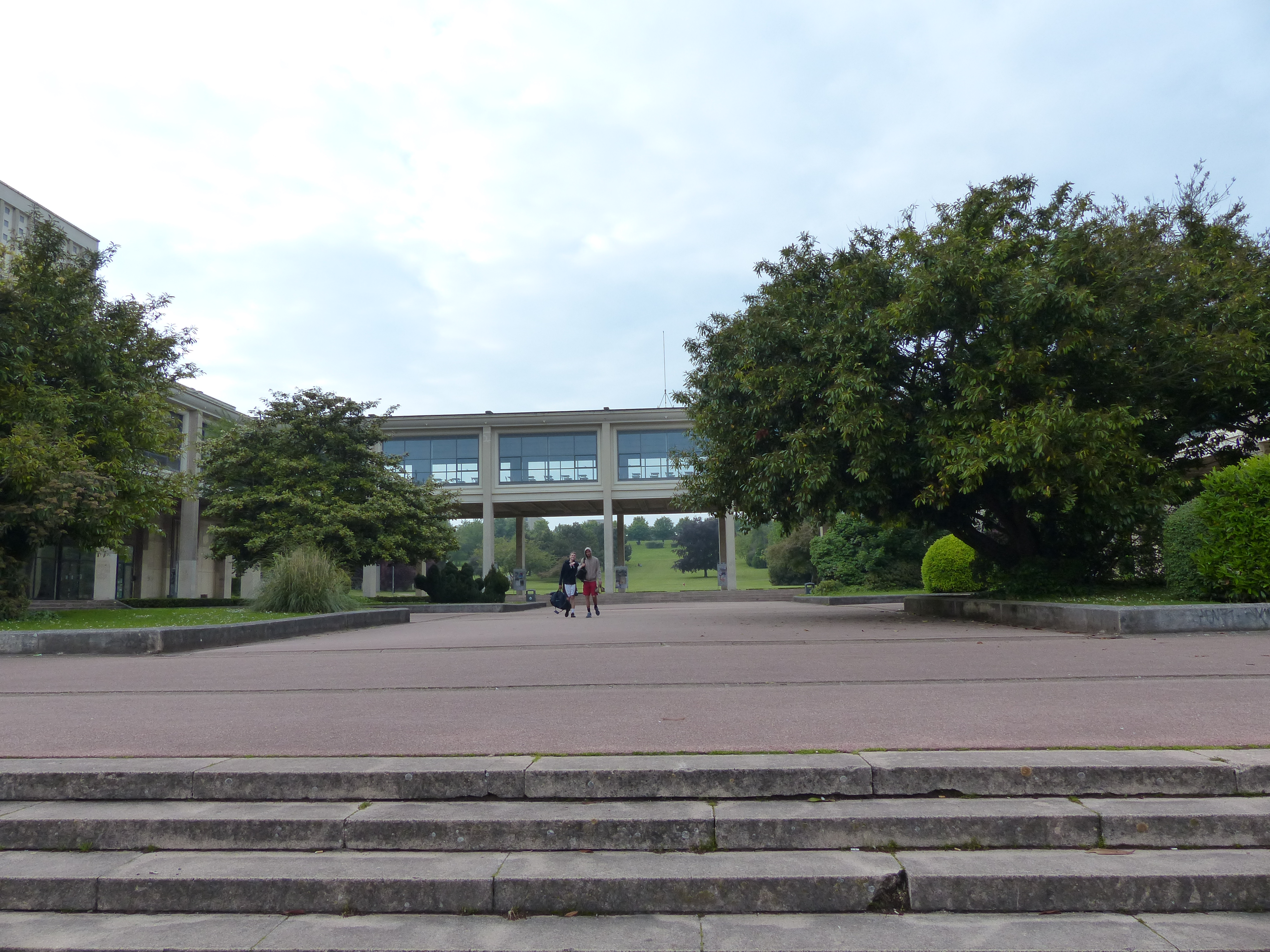
Cour d'honneur
Portique central (Charles-Émile Pinson)